# Tommy White (honkbal)
Tommy White (St. Petersburg (Florida) 2 maart 2003) is een Amerikaanse honkbalspeler voor de Lansing Lugnuts. Eerder speelde hij voor de NC State Wolfpack en LSU Tigers op college niveau. Hij speelt als derde honkman.

## Amateur carrière
White groeide op in St. Pete Beach in Florida, en ging naar Calvary Christian High School. In zijn derde (door de COVID-19 pandemie verkortte) jaar, als junior, had hij een slaggemiddelde van .444 met 18 RBIs en vier homeruns, in 11 wedstrijden. Na dit jaar stapte hij over naar IMG Academy in Bradenton, Florida voor zijn vierde en laatste jaar. Daar had hij een slaggemiddelde van .378 en werd hij verkozen als All-American.
White werd direct eerste honkman in zijn eerste jaar bij NC State. Hij kreeg nationale aandacht nadat hij in zijn eerste acht wedstrijden een slaggemiddelde van .588 en negen homeruns sloeg. In datzelfde jaar vestigde White het record voor meeste homeruns geslagen door een NC State speler en de meeste homeruns geslagen door een eerstejaars in de Atlantic Coast Conference (ACC) sinds de introductie van knuppels volgens de BBCOR standaard, dat in 2011 werd ingevoerd. Later dat seizoen sloeg hij zijn 23e homerun, waarmee hij ook het record van voor 2011 verbeterde. White werd verkozen tot ACC Freshman of the Year.
Na zijn eerste jaar bij NC State Wolfpack kondigde White aan over te stappen naar de LSU Tigers. In zijn eerste jaar bij de Tigers behaalde White een slaggemiddelde van .341 met 23 homeruns en 63 RBIs, en won hij met de Tigers de College World Series. In de beslissende eliminatiewedstrijd tegen Wake Forest sloeg White in de 11e inning een walk-off homerun, waardoor de Tigers zich plaatsten voor de finale.

## Professionele carrière

### Draft & Minor league
White werd in de Major League Baseball-draft van 2024 werd White in de tweede ronde, met de 40e keuze geselecteerd door de Oakland Athletics. Op 23 juli 2024 tekende hij een contract bij de Athletics, met een tekenbonus van $3 miljoen.